# AsiaWorld–Expo

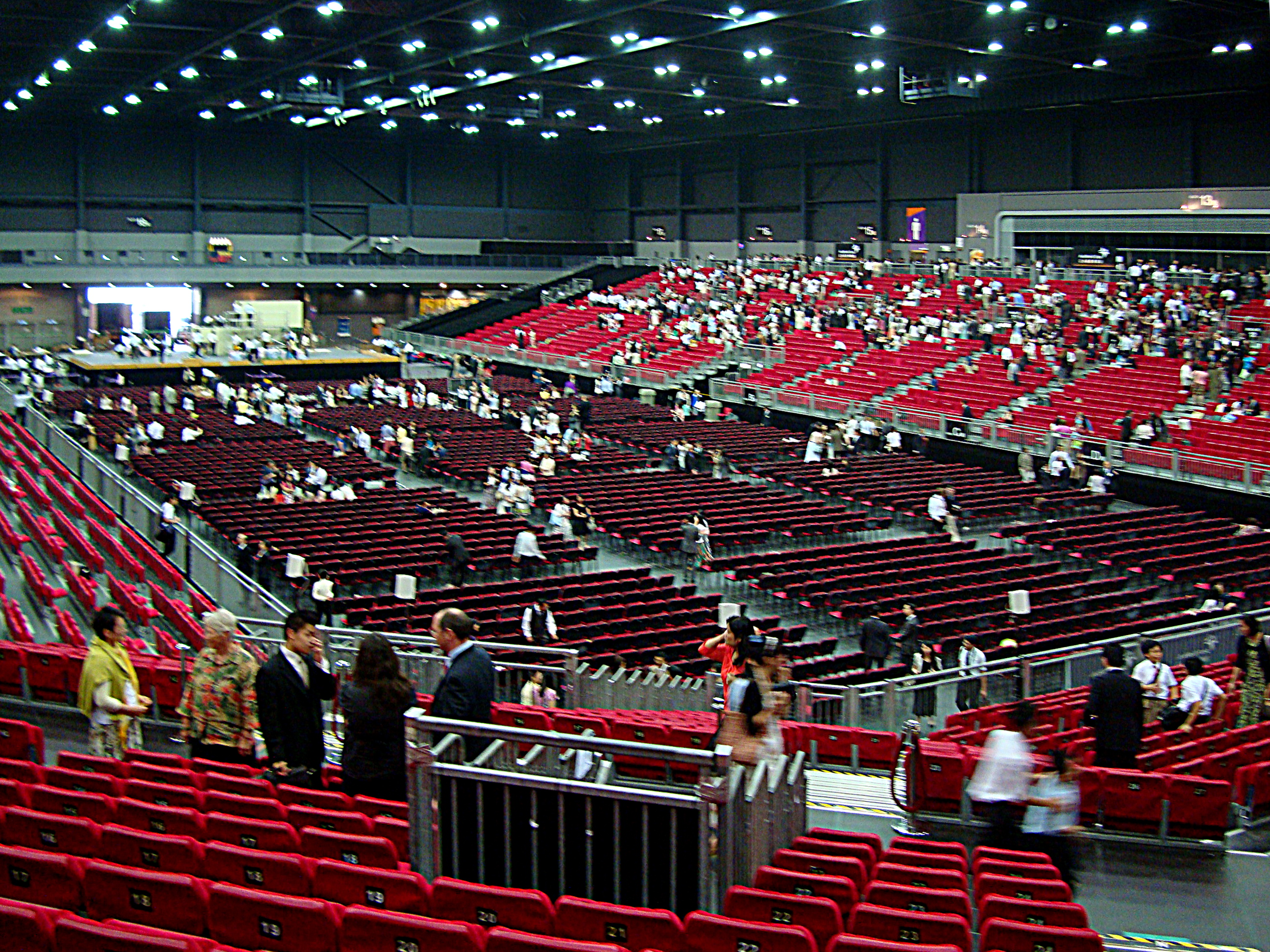
Imagem da arena interna da AsiaWorld-Expo

A AsiaWorld–Expo é um dos dois principais centros de convenções e exposições localizados em Hong Kong, juntamente com o Hong Kong Convention e o Exhibition Centre. Foi inaugurado em 21 de dezembro de 2005 por Donald Tsang, chefe do Executivo de Hong Kong, e é operado pela AsiaWorld–Expo Management Limited. Está localizado na ilha de Chek Lap Kok, próximo ao Aeroporto Internacional de Hong Kong.
Com um custo de construção de HK$2.35 bilhões, a AsiaWorld–Expo possui mais de setenta mil metros quadrados de espaço, com dez salões nívelados sem colunas, incluindo a AsiaWorld–Arena (Espaço 1) – que é a maior arena fechada de Hong Kong, com capacidade máxima de 14,000 lugares; A AsiaWorld–Summit (Espaço 2) – que é o maior local para conferências de Hong Kong, com capacidade para 700 a 5.000 pessoas; E o Runway 11 – um local para conferências e sala de eventos com capacidade para  500 a 3.800 pessoas.

## Concertos e eventos
A AsiaWorld-Arenajá recebeu concertos de diversos artistas como Oasis, Michael Bublé, Eric Clapton, Il Divo, Coldplay, David Guetta, Madonna, Britney Spears, Kylie Minogue, Alicia Keys, Björk, Avril Lavigne, Bruno Mars, One Direction, Lady Gaga, Taylor Swift, Justin Bieber, Jennifer Lopez, Ed Sheeran, Maroon 5, Lily Allen, Westlife, Christina Aguilera, Plácido Domingo, Ayumi Hamasaki, Deep Purple, Green Day, Wonder Girls, Girls' Generation, L'Arc~en~Ciel, Namie Amuro, Stone Roses, Super Junior, Macklemore & Ryan Lewis, Imagine Dragons, X Japan, Smashing Pumpkins, BIGBANG, 2NE1, G-Dragon, EXO, BTS, 5 Seconds of Summer Ariana Grande, dentre outros.

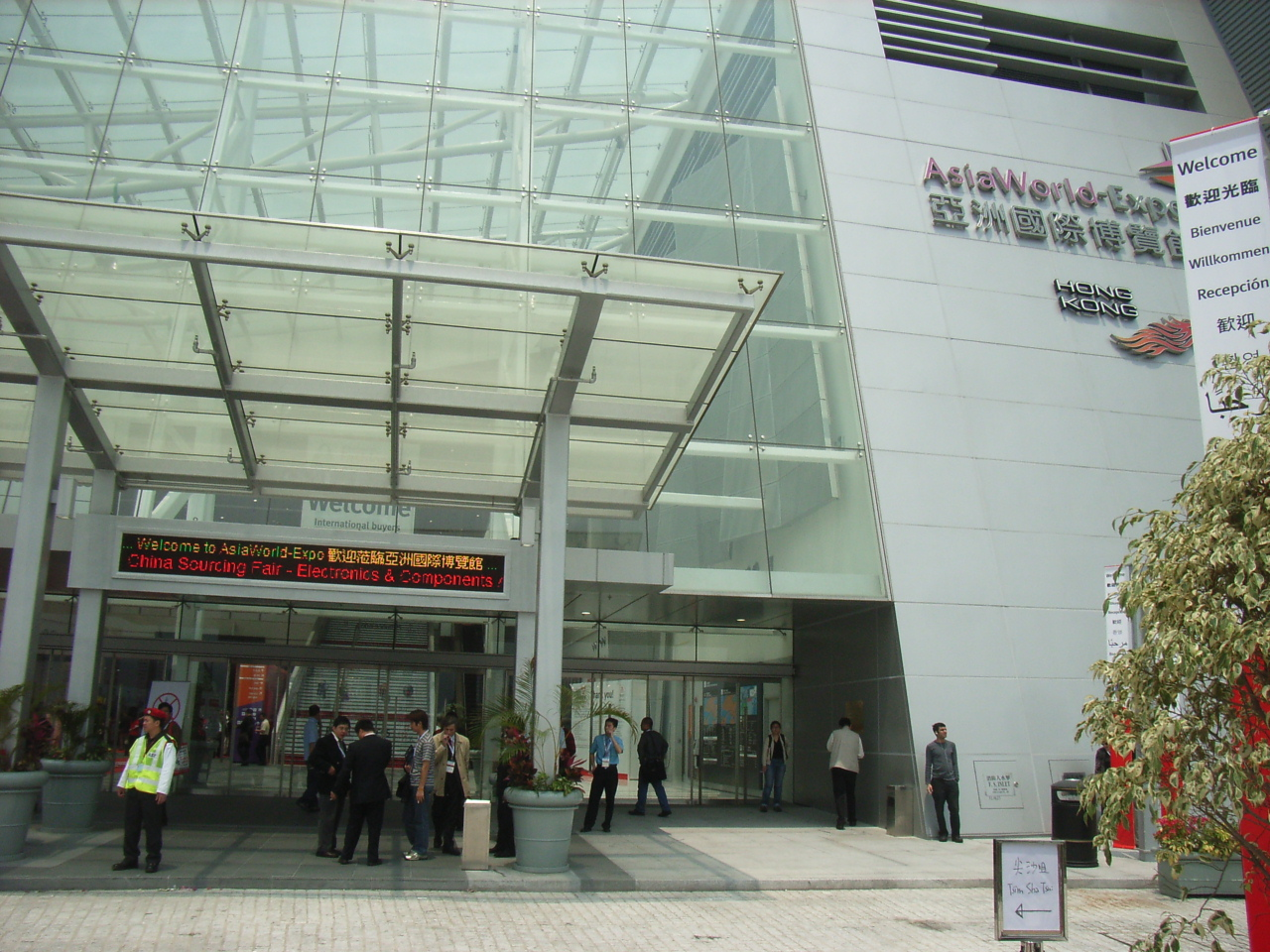
Imagem da fachada

Desde o ano de 2013 hospeda a premiação sul-coreana Mnet Asian Music Awards. E também recebeu feiras como a ITU Telecom World 2006, Asian Aerospace e E-Commerce Asia.